# Sabor u Konstanzu
Sabor u Konstanzu je 16. ekumenski sabor rimokatoličke crkve koji obuhvaća razdoblje između 1414. i 1418. godine. 
Saziva ga protupapa Ivan XXIII. s carem Žigmundom Luksemburškim, u Konstanzu (Njemačka) 1414. godine, s ciljem rješavanja izbora pape, jer su izabrani tri pape u isto vrijeme (pravi papa Grgur XII. i dva protupape Ivan XXIII. i Benedikt XIII.). Sabor je trajao do 1418. godine. Raspravljalo se i o: nacionalnom suverenitetu, pravima pogana, o sukobu između Kraljevine Poljske i Reda vitezova Teutonaca. Sabor je važan i za pitanja o papinskoj nadmoći i koncijalirizmu. Sabor je osudio učenja Johna Wycliffea i Jana Husa.
Prethodni Sabor u Pisi 1409. godine, smatrao se nelegitimnim, koji ne samo da nije riješio pitanje raskola, nego ga je i zakomplicirao. Protupapa Ivan XXIII. tvrdio je, da se jedinstvo Crkve može postići zbacivanje s prijestolja sva tri pape i odabirom novog zajedničkog pape.
Protupapa Ivan XXIII. osudio je Jana Husa na smrt, u međuvremenu, završio je u zatvoru zbog ubojstava, preljuba, kupovanja papinske dužnosti i drugih nedjela. Protupapom ga je službeno nazvao ovaj Sabor u Kostanci 1415. godine, koji mu je i sudio te ga zatvorio u dvorac Hausen kod Mannheima, a potom u Heidelbergu. Pušten je iz zatvora 1418., a 23. lipnja 1419. u Firenci dolazi pred papu Martina V. te ga priznaje zakonitim rimskim papom. Umro je 27. prosinca iste godine.

### Prethodni događaji
Godine 1378. godine došlo je do Velikog Crkvenog raskola nakon čega su dvojica papa uspostavila svoju djelatnost u Rimu i Avignonu. 